# マックス・フェルトバウアー

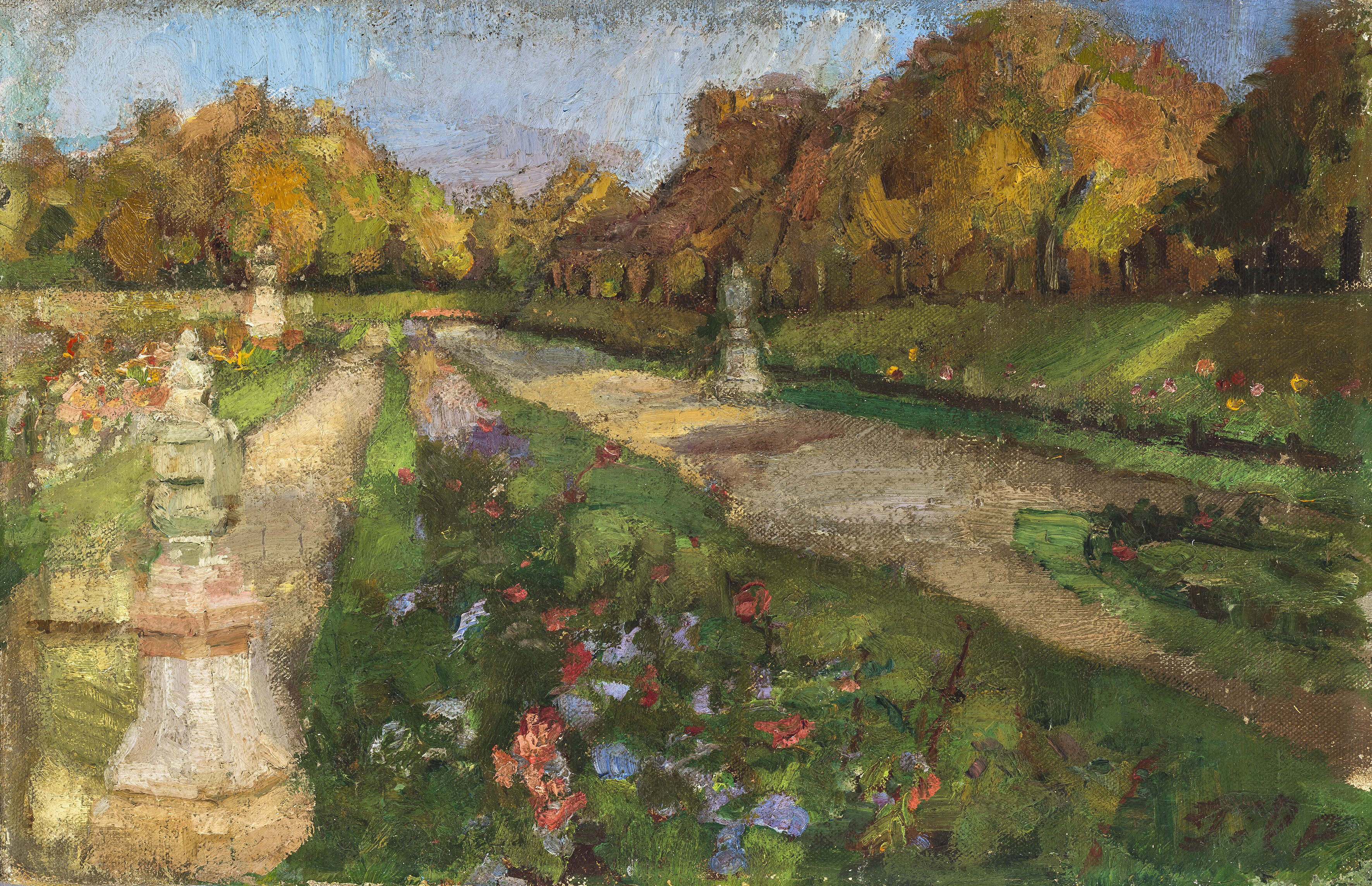
フェルトバウアー作　「シュライスハイム宮殿公園」

マックス・フェルトバウアー（Max Josef Feldbauer、1869年2月14日 - 1948年11月20日）は、ドイツの画家である。1899年から1911年まで活動した美術家グループ「Scholle」や1913年に設立された「ミュンヘン新分離派」の創立メンバーになった。

## 略歴
ドイツ、バイエルン州のノイマルクト・イン・デル・オーバープファルツ(Neumarkt in der Oberpfalz)で生まれた。父親は1868年から1876年の間ノイマルクトの市長を務めた人物であった。父親と5人の弟たちが亡くなった後、母親とフェルトバウアーはミュンヘンに移った。
フェルトバウアーはミュンヘンの工芸学校で学んだ後、ハンガリーの画家ホローシ・シモンの私立美術学校で学び、印象主義の絵画を描くようになった。ミュンヘン美術院で修行を続け、オットー・ザイツ（Otto Seitz）やパウル・ヘッカー、ヨハン・カスパー・ヘルテリッヒらのもとで学び、フランツ・フォン・シュトゥックやヴィルヘルム・トリュブナー、フランツ・フォン・レンバッハ、フランツ・デフレガーといった当時の有名画家たちと知り合った。1899年に創立された美術家グループ「Scholle」の創立メンバーの一人となり。文芸・芸術雑誌の「Die Jugend」に寄稿した。1899年12月に画家の画家エリーゼ・アイグナー（Elise Eigner）と結婚した。
1908年に「Scholle」を脱会し、ミュンヘン分離派に参加した。 1913年に「ミュンヘン新分離派」の共同創立者となり、アルベルト・ヴァイスゲルバーとともに理事を務めた。
1901年から1915年の間、ミュンヘン女性芸術家協会（Münchner Künstlerinnenvereins）の絵画学校の女性美術学校の教師を務め、1912年から1922年の間にダッハウ近くのミッテルンドルフで絵画学校を運営した。ブルターニュやスイス、チロル、ヘリゴラント、イタリアに数回旅した後、ミッテルンドルフに定住した。1916年にドレスデンの工芸学校の教師になり、1918年にドレスデン美術アカデミーの教授になり、1928年に校長になった。1933年にナチスが権力を掌握すると、作品の展示が禁止された。その後ミュンヘンに移った。
1928年アムステルダムオリンピックの芸術競技のグラフィック・アート部門で銅メダルを獲得した。1944年にアドルフ・ヒトラーによって選ばれた第二次世界大戦の最終段階においても軍事動員から免除される1000人あまりの重要な芸術家の「天才名簿」(Gottbegnadeten-Liste) に選ばれた芸術家の一人になった。
1944年にミュンヘンが爆撃を受けた後、ニーダーバイエルンのOberschneidingに移った。

## 作品

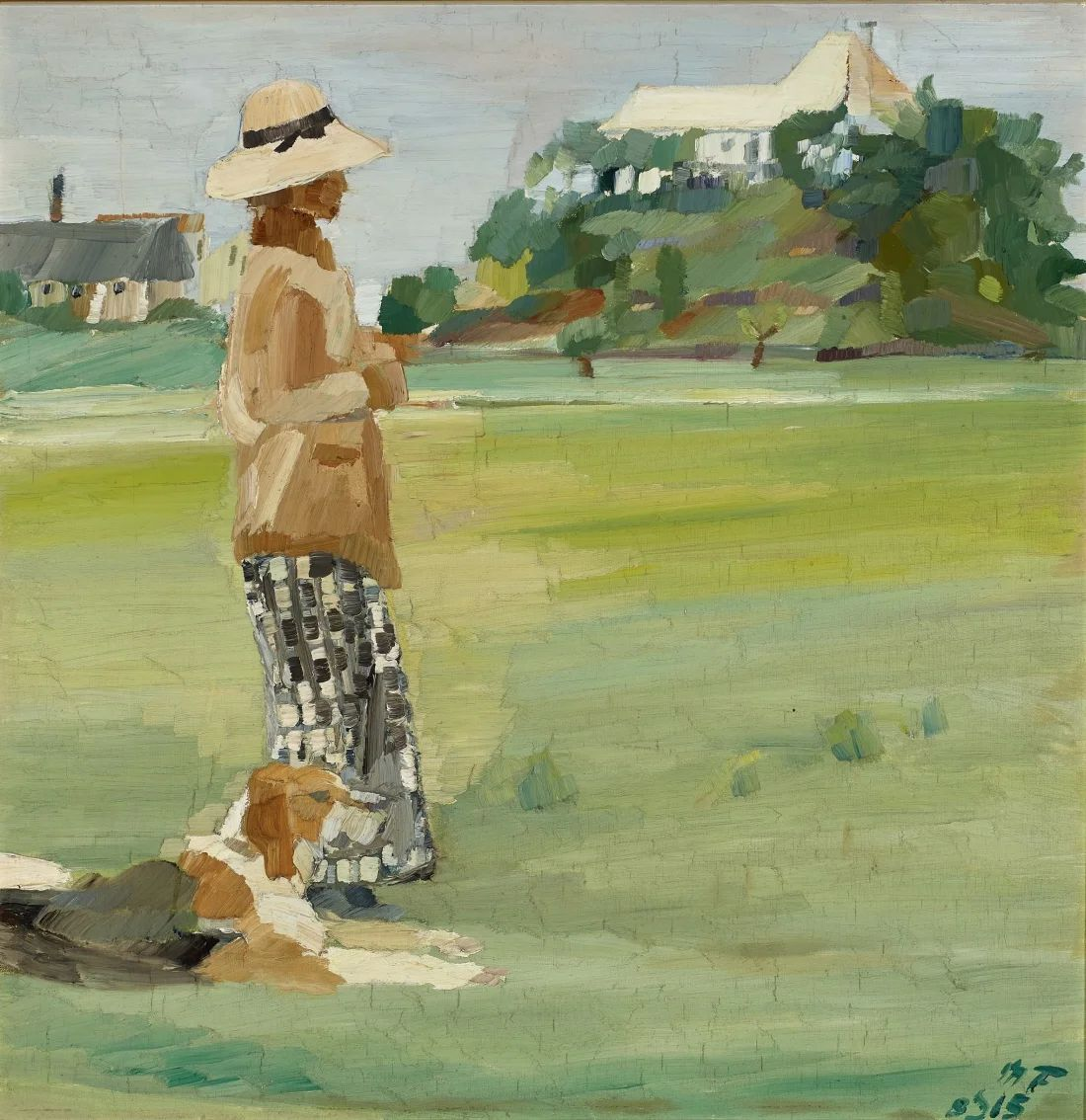
ダッハウの風景-妻の肖像画
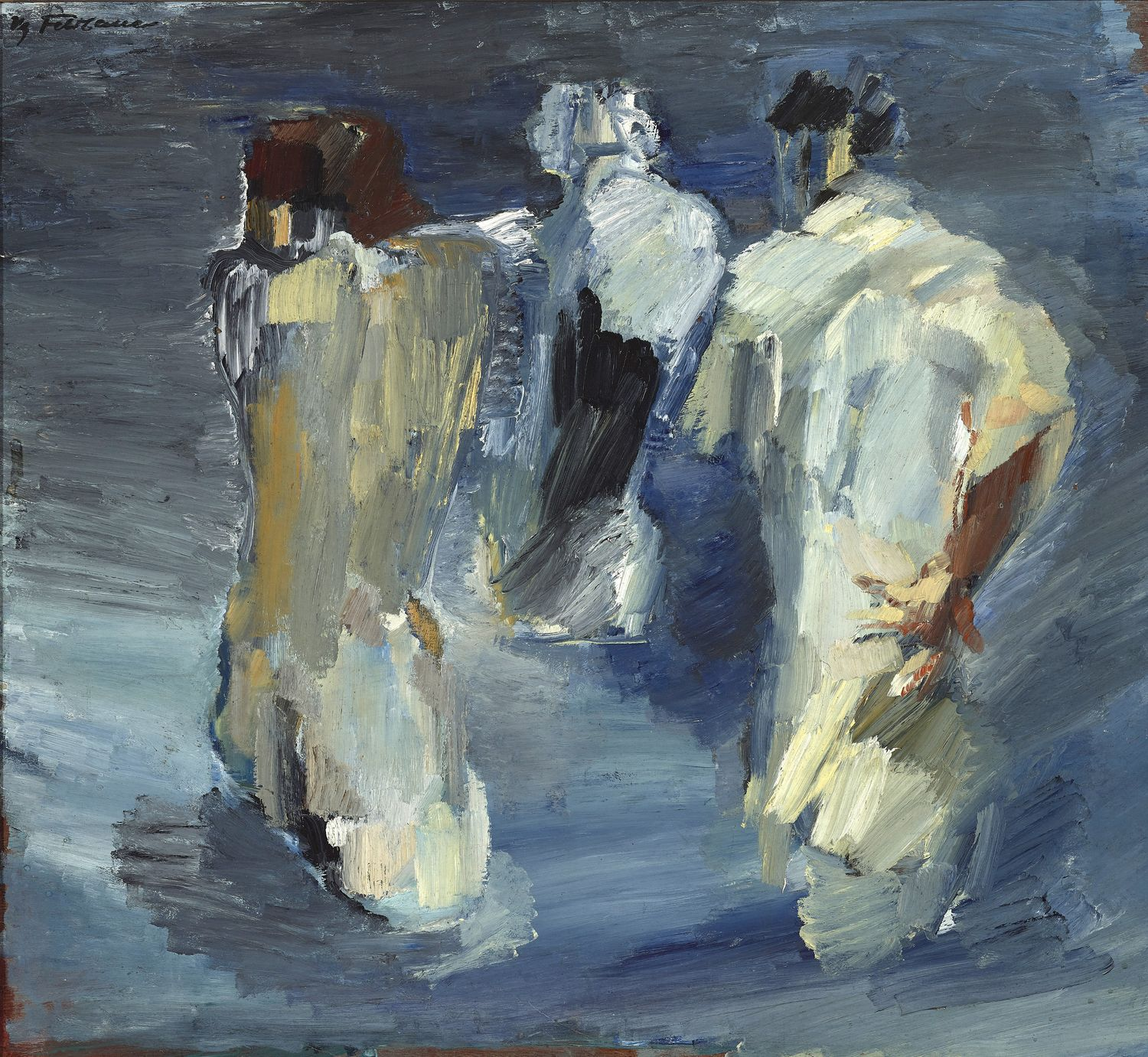
洪水の中の馬 (c.1911)
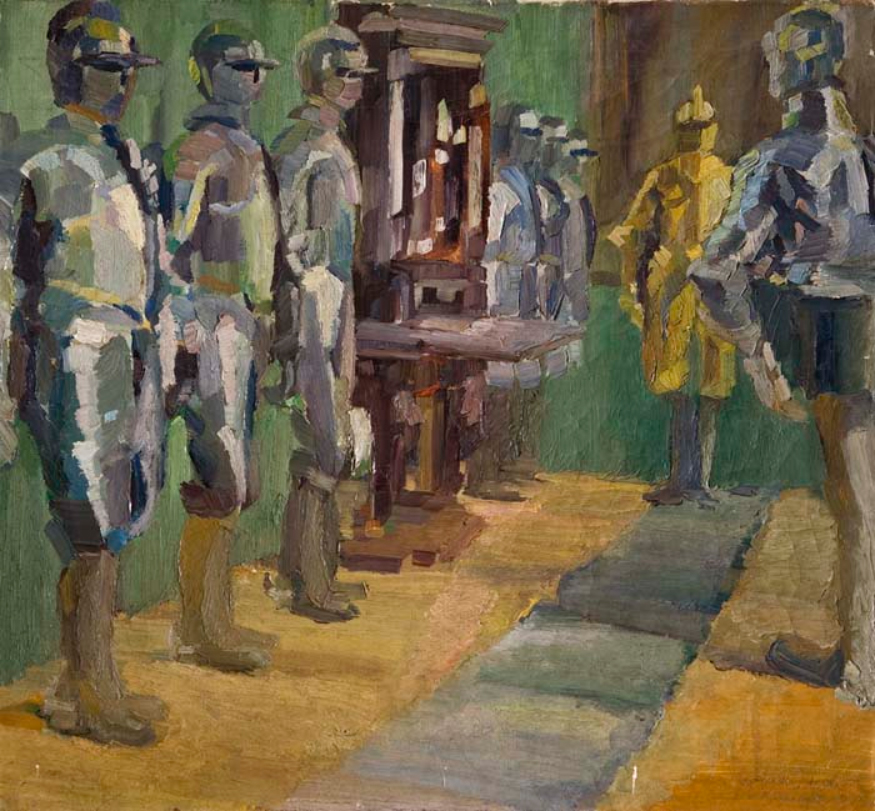
武装した小隊の点呼
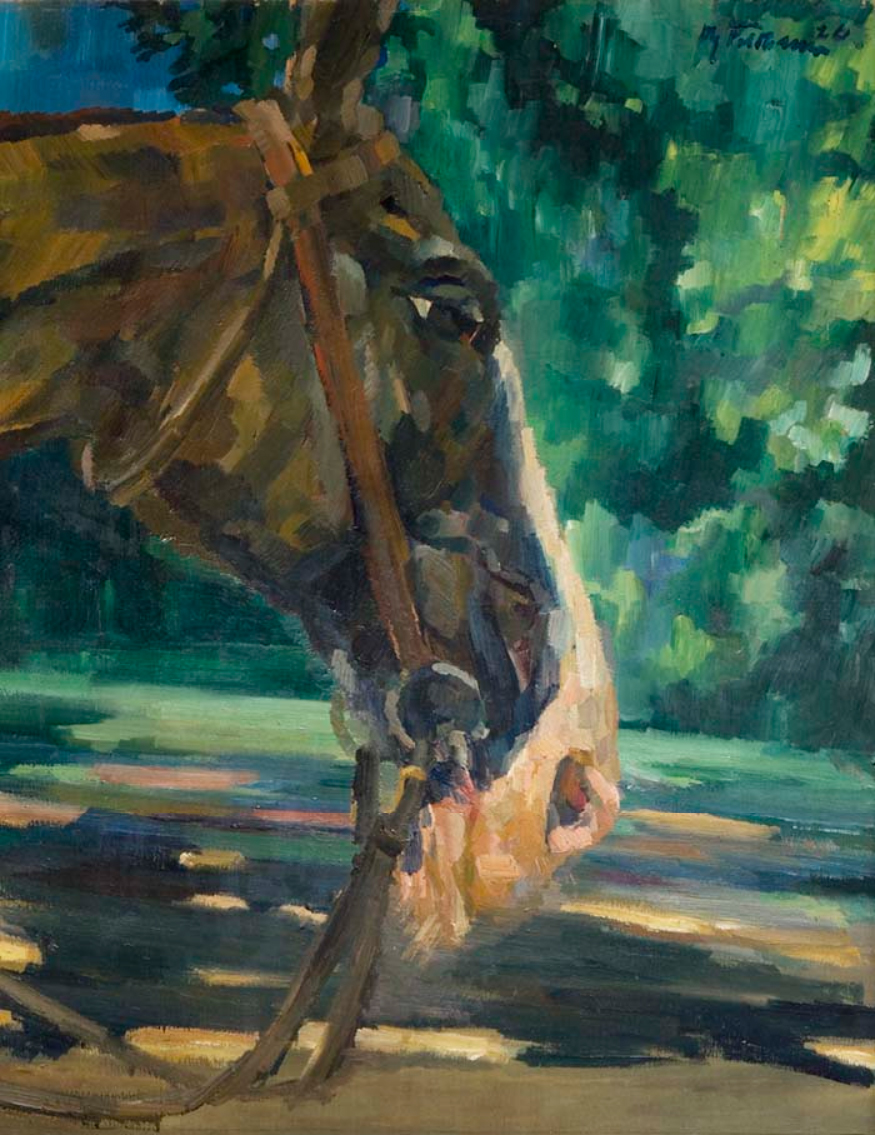
馬の頭部 (1920)